# Dying Light 2 Stay Human
Dying Light 2 Stay Human este un joc video horror și de supraviețuire dezvoltat și publicat de Techland. Jocul este disponibil pentru Microsoft Windows, PlayStation 4, PlayStation 5, Xbox One, Xbox Series X/S și Nintendo Switch. Este continuarea jocului Dying Light din 2015.